# Moldavië (land)

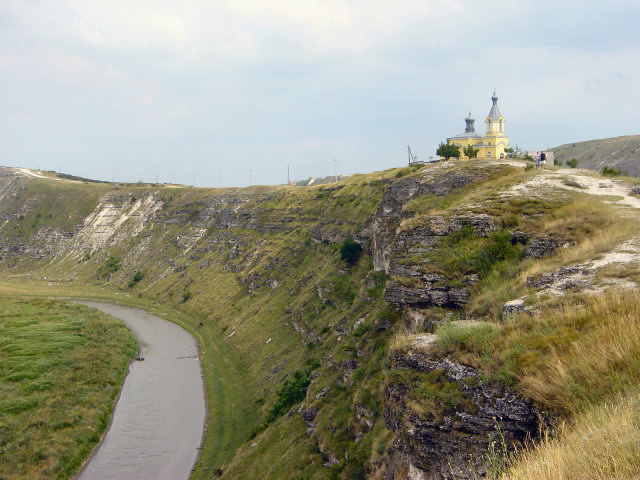
Orheiul Vechi in Nationaal park Orhei

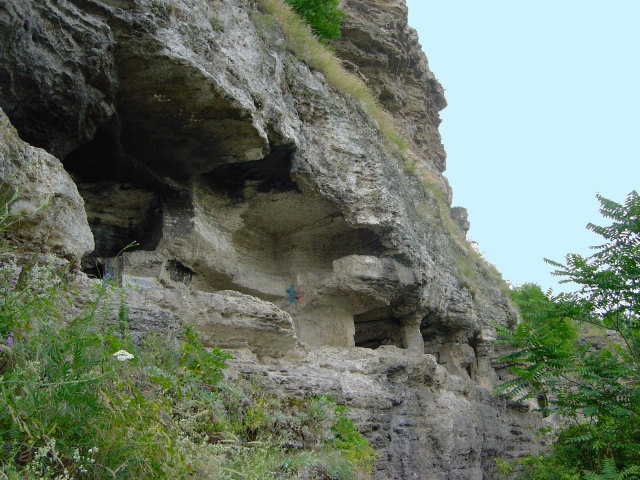
Grottenklooster bij Tipova

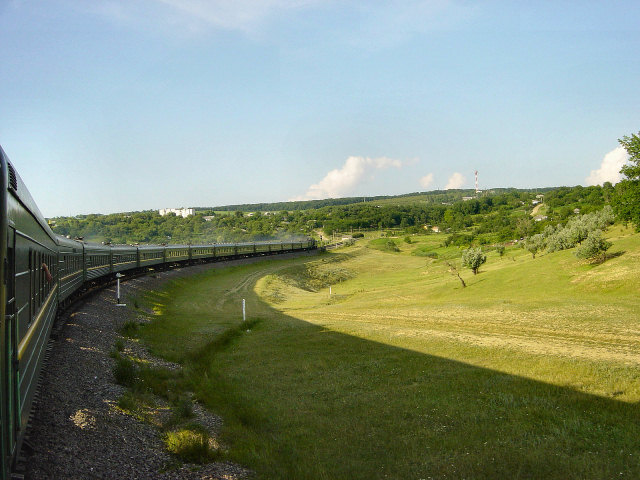
Landschap bij Chisinau

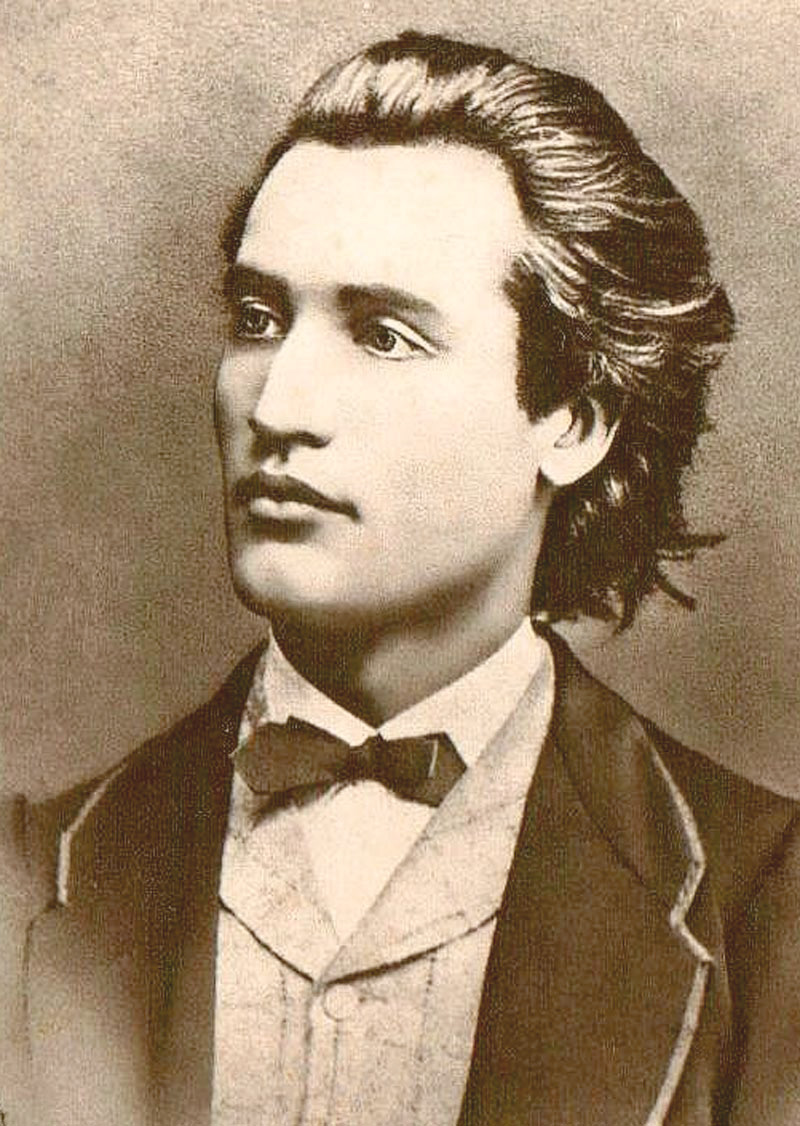
Mihai Eminescu, nationale dichter van Roemenië en Moldavië

De Republiek Moldavië (Roemeens: Republica Moldova) is een republiek in Oost-Europa, grotendeels gelegen tussen de rivieren Proet en Dnjestr (Nistru). Het land wordt in het westen begrensd door Roemenië en in het noorden, oosten en zuiden door Oekraïne. De hoofdstad is Chisinau (Roemeens: Chișinău; Russisch: Кишинёв, Kisjinjov). Moldavië behoorde tot 1991 tot de Sovjet-Unie. 
Per hoofd van de bevolking heeft Moldavië het laagste inkomen van heel Europa en daarnaast heeft het de laagste 'Human Development Index' op het continent. Moldavië is ook het minst bezochte land in Europa door toeristen met slechts 174.000 jaarlijks geregistreerde bezoekers uit het buitenland (2019).
Moldavië is een parlementaire republiek met een president als staatshoofd en een premier als hoofd van de regering. Het is een lidstaat van de Verenigde Naties, de Raad van Europa, de Wereldhandelsorganisatie (WTO), de Organisatie voor Veiligheid en Samenwerking in Europa (OVSE), de GUAM-organisatie voor democratie en economische ontwikkeling, het Gemenebest van Onafhankelijke Staten (CIS) en de Organisatie voor Economische Samenwerking in het Zwarte Zeegebied (BSEC).

## Ligging
Het grondgebied van het land komt geheel overeen met dat van de voormalige Sovjetrepubliek Moldavië. Gedeeltelijk komt het huidige Moldavië overeen met dat van het historische Bessarabië, dat tot de Tweede Wereldoorlog Roemeens was. Alleen de zuidelijkste (de Boedzjak) en noordelijkste delen van Bessarabië behoren tot Oekraïne.
Transnistrië, het gebied ten oosten van de rivier de Dnjestr, behoorde nooit tot Bessarabië, maar wel tot de Sovjetrepubliek Moldavië. Transnistrië heeft zich in 1991 eenzijdig onafhankelijk verklaard van het nieuwe onafhankelijke Moldavië. Het door vooral Russen en Oekraïners bewoonde de facto onafhankelijke landje wordt door geen enkele staat erkend en wordt in internationaal verband de jure als onderdeel van Moldavië gezien. Tiraspol is de hoofdstad van Transnistrië.
Ook Gagaoezië heeft zich destijds onafhankelijk verklaard, maar in tegenstelling tot Transnistrië ontving dit wel de status van autonome regio. De hoofdstad van Gagaoezië is Comrat.

## Geschiedenis
De naam van de tegenwoordige Republiek Moldavië verwijst naar het historische vorstendom dat vanaf de 4e eeuw bestond. Dit vorstendom was gelegen tussen de Karpaten en de Dnjestr en besloeg daarmee een groter gebied dan het huidige land. Moldavië werd door het Ottomaanse Rijk veroverd. In 1812 werd de vazalstaat Moldavië afgestaan aan het Russische Rijk en kreeg de naam Bessarabië. Sinds die tijd begonnen Russen het gebied te bevolken.
Tijdens de Russische Revolutie in 1917 werd Bessarabië kort een autonome staat binnen het Russische Rijk, bekend als de Moldavische Democratische Republiek. In februari 1918 verklaarde de Moldavische Democratische Republiek zich onafhankelijk en werd later dat jaar geïntegreerd in Roemenië. Het besluit werd betwist door Sovjet-Rusland, dat in 1924 binnen de Oekraïense SSR een Moldavische autonome republiek (MASSR) instelde op gedeeltelijk door Moldavië bewoonde gebieden ten oosten van Bessarabië. 
In 1940 werd Roemenië als gevolg van het Molotov-Ribbentroppact gedwongen om Bessarabië af te staan aan de Sovjet-Unie, wat leidde tot de oprichting van de Moldavische Socialistische Sovjetrepubliek (Moldavische SSR).
In de Tweede Wereldoorlog veroverden de Russen het gebied weer. De Bessarabiërs (basarabeni in het Roemeens, bewoners van het gebied) werden gedeporteerd naar Siberië en andere verre delen van Rusland, terwijl de Russen (en Oekraïners) het gebied nog meer begonnen te bevolken en alle hoge functies innamen. Het communisme werd ingevoerd, en Moldavië werd de Moldavische Sovjetrepubliek. Boedzjak (het zuiden) en Boekovina (het noorden) werd bij de Oekraïense SSR ingedeeld. 
Op 27 augustus 1991 verklaarde de Sovjetrepubliek Moldavië zich onafhankelijk, alhoewel Boedzjak en Boekovina Oekraïens bleven. Een paar jaar later raakte het land verwikkeld in een burgeroorlog, tussen Transnistrië en de staat.

## Geografie
Het grootste deel van Moldavië ligt tussen de rivieren de Proet in het westen en Dnjestr in het oosten.
De westelijke grens (met Roemenië) wordt over de hele lengte gevormd door de rivier de Proet, een zijrivier van de Donau. In het uiterste zuidwesten, vanaf de samenvloeiing van de Proet en de Donau grenst Moldavië voor 480 meter aan de Donau. In het oosten van Moldavië is de Dnjestr de belangrijkste rivier, die eveneens van noord naar zuid stroomt. Deze rivier vormt er de grens met Oekraïne en de separatistische regio Transnistrië. In het uiterste zuidoosten grenst het net niet aan de Zwarte Zee.
Het noorden van Moldavië is heuvelachtig. Het hoogste punt van het land, de Dealul Bălănești, ligt 430 m boven de zeespiegel.

### Grote steden
| #  | Stad                  | Populatie            | Arrondissement          |
| -- | --------------------- | -------------------- | ----------------------- |
| 1. | Chisinau              | 667.600 (01-01-2012) | Municipiul Chişinău     |
| 2. | Tiraspol              | 159.163 (2005)       | U.A.T. Stînga Nistrului |
| 3. | Bender (v.h. Tighina) | 144.400 (2004)       | Municipiul Bender       |
| 4. | Bălți                 | 144.300 (01-01-2012) | Municipiul Bălţi        |
| 5. | Cahul                 | 41.100 (01-01-2012)  | Raionul Cahul           |
| 6. | Ungheni               | 38.100 (01-01-2012)  | Raionul Ungheni         |
| 7. | Soroca                | 37.500 (01-01-2012)  | Raionul Soroca          |

## Klimaat
Moldavië heeft een gematigd landklimaat, met neerslag gedurende het hele jaar. In de maanden september en oktober wordt het frisser en neemt de kans op regen toe, maar het aantal zonnige dagen is nog behoorlijk groot. November en december hebben veel mist en regen. De winters duren van circa half december tot in april en zijn door de oostenwinden in het oosten en het zuiden streng met veel sneeuwval. In de bergen komt de temperatuur circa 130 dagen per jaar niet boven het vriespunt uit. In de lange, warme zomerperiode stijgt de temperatuur tot boven 25 °C; in de winter daalt het kwik tot onder 0 °C. De gemiddelde julitemperatuur is 17 °C ; de gemiddelde januaritemperatuur varieert regionaal van -1 °C tot -6 °C.

## Bestuurlijke indeling
Moldavië bestaat sinds 2003 uit 37 administratief-territoriale eenheden (Roemeens: unitate administrativ-teritorială):
- 32 rajons (Roemeens: Raioane, enkelvoud Raion)
- 3 grote steden (Roemeens: Municipii, enkelvoud: Municipiu)
- 2 territoriale eenheden (Mold.: Unitatea Teritorială), te weten één zelfstandige, niet aangrenzende regio (Gagauzia), en het eenzijdig afgescheiden Transnistrië, (zie de sectie Transnistrië verderop in het artikel). De Territoriale eenheden zijn ieder voor zich ook weer verdeeld in districten en grote steden.

De districten en de grote stad Chisinau zijn verder onderverdeeld in:
- steden (Roemeens: Orașe, enkelvoud Oraș)
- gemeenten (Roemeens: Comune, enkelvoud Comună)

Binnen die steden en gemeenten kan sprake zijn ondergeschikte dorpen (Roemeens: Sate subordonate)

## Demografie

### Bevolkingsontwikkeling
In 2017 telde Moldavië ongeveer 3.356.800 inwoners. Daarvan woonden ruim 1.379.600 mensen in een stad en 1.977.200 mensen in dorpen op het platteland. Dat maakt Moldavië een van de minst geürbaniseerde landen in Europa: slechts 41 procent van de bevolking woont in steden.
De bevolking van Moldavië daalt sinds de val van het communisme in de jaren '90. De bevolking is met meer dan een miljoen afgenomen in de periode 1990-2017, wat neerkomt op een kwart van de totale bevolking. Emigratie van jongvolwassenen naar het buitenland is de voornaamste oorzaak voor de bevolkingsafname.
| Jaar              | 1967 | 1972 | 1977 | 1982 | 1987 | 1992 | 1997 | 2002 | 2007 | 2012 | 2017 | 2020 |
| ----------------- | ---- | ---- | ---- | ---- | ---- | ---- | ---- | ---- | ---- | ---- | ---- | ---- |
| Moldavië (totaal) | 3424 | 3673 | 3895 | 4077 | 4275 | 4359 | 4320 | 3627 | 3433 | 3413 | 3357 | 3364 |

### Samenstelling

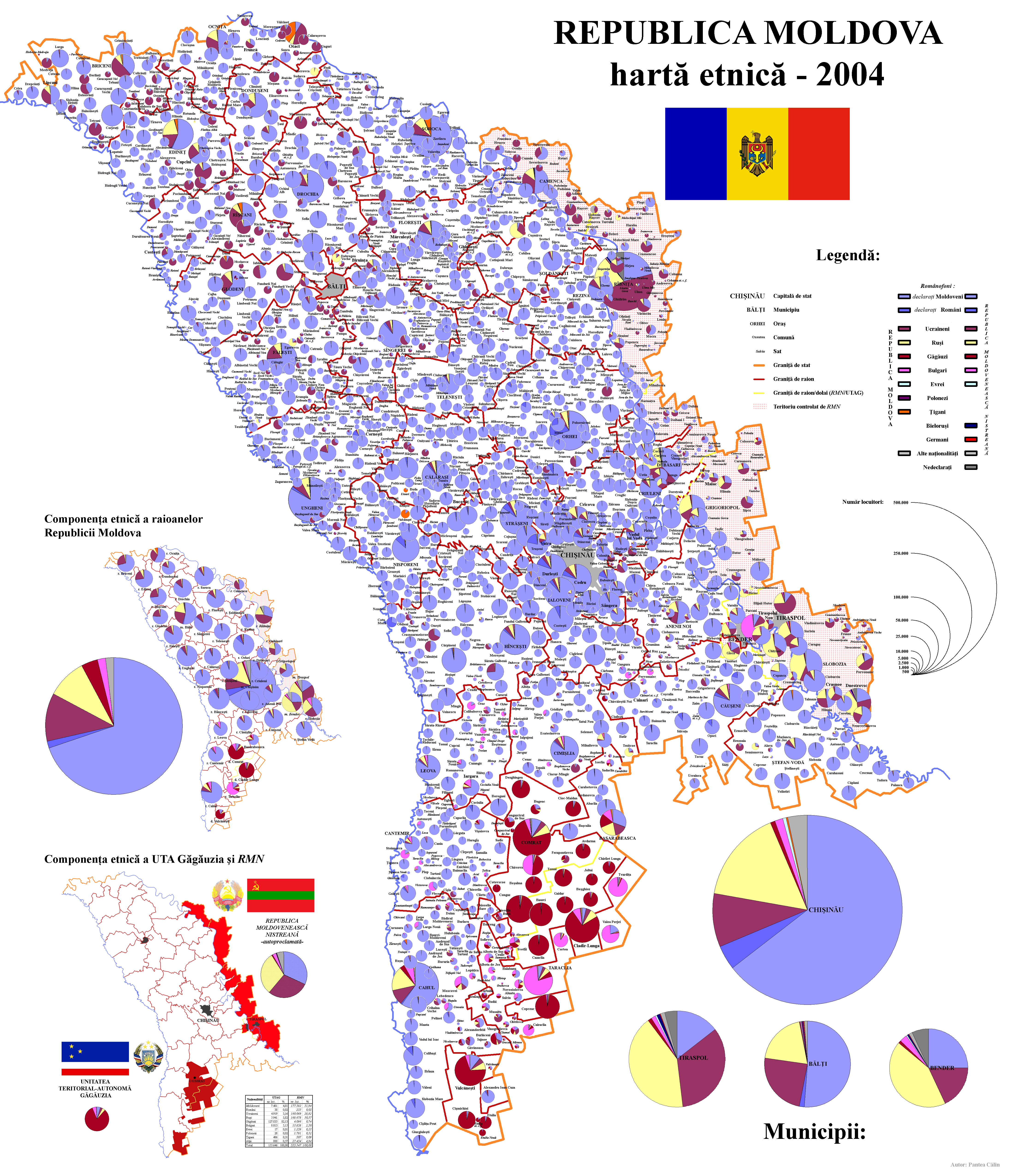
Etnolinguïstisch kaart van 2004

Het overgrote deel van de Moldavische bevolking is Roemeens, ook al beschouwen de meesten zichzelf als Moldaviër. Dit heeft hoofdzakelijk politieke redenen. De Moldavische etniciteit kwam pas na de scheiding van de rest van de Sovjetunie in zwang. Sinds dat mogelijk is geworden, heeft een kwart van de Moldaviërs een Roemeens paspoort gevraagd en gekregen.
Er zijn ook Oekraïners en Russen in het oosten. In het zuidwesten wonen de Gagaoezen, een christelijk Turks volk, en Bulgaren.
Hieronder de gecombineerde gegevens van de Moldavische en Transnistrische census (incl. Bender/Tighina) van 2004. De cijfers van Moldaviërs en Roemenen zijn bij elkaar opgeteld. De keuze of iemand Moldaviër of Roemeen aankruist heeft namelijk hoofdzakelijk een politieke reden.
| Identificeert zichzelf als ... | Moldavische census | Kern Moldavië | Trans- nistrische census | Transnistrië & Bender/ Tighina | Totaal    | %      |
| ------------------------------ | ------------------ | ------------- | ------------------------ | ------------------------------ | --------- | ------ |
| Moldaviër of Roemeen           | 2.638.125          | 79,0%         | 177.635                  | 32,0%                          | 2.815.760 | 71,5%  |
| Oekraïner                      | 282.406            | 8,4%          | 160.069                  | 28,8%                          | 442.475   | 11,2%  |
| Rus                            | 201.218            | 6,0%          | 168.678                  | 30,4%                          | 369.896   | 9,4%   |
| Gagaoez                        | 147.500            | 4,4%          | 4.096                    | 0,7%                           | 151.596   | 3,9%   |
| Bulgaar                        | 65.662             | 1,9%          | 13.858                   | 2,5%                           | 79.520    | 2,0%   |
| Roma                           | 12.271             | 0,4%          | 507                      | 0,1%                           | 12.778    | 0,3%   |
| Jood                           | 3.608              | 0,1%          | 1.259                    | 0,2%                           | 4.867     | 0,1%   |
| Pool                           | 2.383              | 0,1%          | 1.791                    | 0,3%                           | 4.174     | 0,1%   |
| Anders/niet opgegeven          | 30.159             | 0,9%          | 27.454                   | 4,9%                           | 57.613    | 1,5%   |
| TOTAAL                         | 3.383.332          | 100,0%        | 555.347                  | 100,0%                         | 3.938.679 | 100,0% |

### Religie
Het grootste deel van de bevolking is Roemeens-orthodox of Russisch-orthodox (98%). Daarnaast zijn er ook katholieken, baptisten en joden.

## Cultuur

### Helden
Moldavië ligt tussen de Latijnse en Slavische culturen gesitueerd en heeft zodoende enkele nationale helden van de buurlanden overgenomen.

#### Stefanus III van Moldavië
Stefanus III van Moldavië was een vijftiende-eeuwse legerleider. Hij slaagde er tijdens zijn regeerperiode in Moldavië te behoeden voor buitenlandse overheersing en verwierf met name een grote reputatie als bestrijder van het Ottomaanse Rijk. Hij stichtte in Moldavië een groot aantal kerken en kloosters. Hij wordt beschouwd als een van de grootste iconen uit de Moldavische geschiedenis. Een standbeeld ter ere van hem is te vinden in hartje Chisinau.

#### Dimitrie Cantemir
De vorst Dimitrie Cantemir was een van de belangrijkste Moldavische figuren uit de 18e eeuw. Cantemir schreef in zijn Descriptio Moldaviae (Berlijn, 1714) de eerste geografische, etnografische en economische beschrijving van het land.

#### Mihai Eminescu
De romanticus Mihai Eminescu (geboren als Mihail Eminovici) was waarschijnlijk de beroemdste en meest invloedrijke poëet in de Roemeense taal.

#### Antiochus Kantemir
Antiochus Kantemir was dichter en diplomaat, en zoon van Dimitrie Cantemir.

#### O-Zone
O-Zone was een Moldavische boyband. De groep bestond uit de drie vrienden Dan Bălan, Radu Alexei Sârbu en Arsenie Todiraș en werd in 1998 opgericht. Ze verhuisden in 2002 naar buurland Roemenië, waar ze in datzelfde jaar hun eerste single uitbrachten met de titel Numai Tu. In 2003 scoorde O-Zone in Roemenië een hit met Dragostea din tei van hun tweede album DiscOzone en een jaar later ook in andere Europese landen.

## Onderwijs

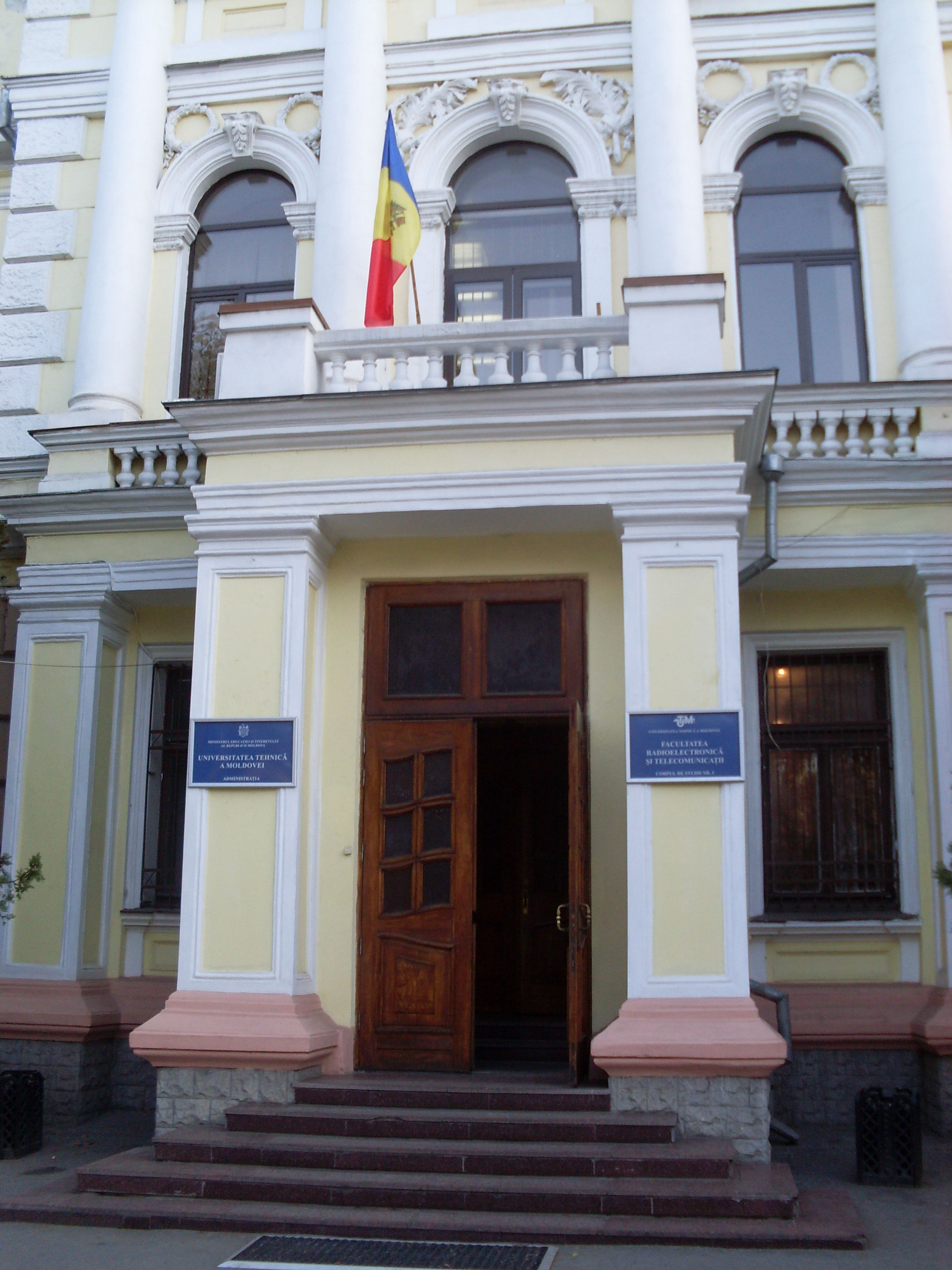
Gebouw van de Technische Universiteit van Moldavië.

Onderwijs is verplicht vanaf de eerste dag van september nadat een kind zeven jaar is geworden.
Onderwijs kan beginnen met peuteronderwijs op een peuterspeelzaal. Dan volgt primair onderwijs, ofwel basisonderwijs. Vervolgens is daar het secundair en tot slot is beroepsonderwijs of hoger onderwijs mogelijk.

## Politiek

### Staatsinrichting
Moldavië is een republiek met een parlementair stelsel. De uitvoerende macht is in handen van de president die door het parlement wordt gekozen voor een termijn van vier jaar (herkiesbaar). De wetgevende macht is in handen van het eenkamerparlement, dat om die vier jaar door middel van algemeen kiesrecht wordt gekozen. De kiesleeftijd is 18 jaar. De premier staat aan het hoofd van het kabinet.
- President (staatshoofd): Maia Sandu, sinds 2020
- Premier (regeringsleider): Dorin Recean, sinds 2023
- Bestuurlijke indeling: vijftig districten
- parlement: eenkamerstelsel, 101 zetels
- Moldavië kent algemeen stemrecht sinds 1993

### Politieke partijen
De volgende drie politieke partijen zijn sinds de verkiezingen van 2021 vertegenwoordigd in het Moldavische parlement:
- Partij van Actie en Solidariteit (Partidul Acțiune și Solidaritate (PAS)), 63 zetels
- Kiesblok van Communisten en Socialisten (Blocul electoral al Comuniștilor și Socialiștilor, BECS)), 32 zetels
- Șor (genoemd naar partijleider Ilan Șor), 6 zetels

#### Europese toenadering
In 2001 kwam Vladimir Voronin van de pro-Russische Moldavische Communistische Partij aan de macht. Toen buurland Roemenië zich in 2007 bij de Europese Unie aansloot, werd de Roemeense ambassades in Moldavië overspoeld; 800.000 Moldaviërs vroegen het Roemeense staatsburgerschap aan.
Na de verkiezingen van juli 2009 kwam een coalitie van prowesterse partijen aan de macht, die Moldavië dichter bij de Europese Unie wilde brengen.
De coalitie bleek niet in staat de vereiste meerderheid voor verkiezing van een president te krijgen. Een referendum met de vraag de presidentsverkiezing via directe verkiezingen te laten plaatsvinden mislukte. Daarop ontbond het constitutioneel hof het parlement. De daaropvolgende verkiezingen in november 2010 leidden tot tweede termijn voor de pro Europese coalitie als regeringspartij.
De coalitie was in 2011 niet erg effectief bij implementatie van aangenomen wetten op het gebied van juridische organisatie, antidiscriminatie en decentralisatie. Corruptie bleef op hetzelfde hoge niveau als gevolg van diverse grote schandalen rond financiële instituten en schimmige juridische benoemingen waar politieke partijen bij betrokken waren. Er werd een begin gemaakt met onderhandelingen met de Europese Unie betreffende visumvrij reizen voor Moldaviërs binnen de Unie.
In 2012 kon uiteindelijk een nieuwe president worden gekozen nadat leden van de communistische partij hun stemmen hadden toegezegd. Gedurende 2011 en 2012 kon meer aandacht worden gelegd op afstemming met de EU. Visa onderhandelingen kwamen in een volgende fase en onderhandelingen over een nieuw handelsakkoord (DCFTA) met de EU werden gestart. Politieke invloed op lokaal bestuur en het juridisch systeem bleef echter hoog. De media konden hierover relatief vrij bericht doen.
In 2013 verslechterde de verhouding met Moskou als gevolg van het tekenen van het handelsverdrag met de EU en de visumvrije toegang tot de EU. Een handelsembargo, extra invoerbelastingen en tegenhouden van internationale onderhandelingen over de positie van Transnistrië waren het gevolg. Een zeer grote bankfraude met een schade van 1 miljard dollar ofwel 1/8 van het Bruto nationaal product kwam aan het licht.
Deze en andere problemen, zoals een fraude bij het nationale vliegveld, maakten duidelijk dat de anticorruptie maatregelen al dan niet met opzet weinig effect sorteerden.
Moldavië heeft op 3 maart 2022, mede dankzij de agressie van Rusland in 2022, lidmaatschap van de Europese Unie aangevraagd. Op 23 juni 2022 heeft het Europees Parlement en Europese Raad kandidaat-lidmaatschap geaccepteerd.

#### Russische toenadering
Spanningen in de coalitie met name tussen de oligarchen Vlad Filat van de liberaal democratische PLDM en Vladimir Plahotniuc van de democratische partij PDM leidden gedurende 2014 tot verdere stagnatie in noodzakelijke hervormingen. Partijpolitieke en persoonlijke belangen begonnen een steeds grotere rol te spelen.
Een corruptieschandaal zorgde ervoor dat het kabinet van Valeriu Streleț in 2016 ten val kwam. Drie maanden daarna volgde Pavel Filip van de democratische partij PDM hem op. Als gevolg van hevige protesten van onder andere het burgerplatform "waardigheid en waarheid" kon de onpopulaire voorzitter van de PDM, Plahotniuc, zelf geen premier worden. Om met name financiële support van het westen veilig te stellen moesten de hervormingen vervolgens snel worden opgepakt. De politieke wil tot uitvoering verhinderde echter implementatie van deze hervormingen. Als gevolg van een uitspraak van het Constitutioneel hof konden in 2016 voor het eerst sinds 2000 weer directe presidentsverkiezingen plaatsvinden in twee ronden. Na een harde campagne won de pro-Russische Igor Dodon met 52,11% van Maia Sandu van de politieke partijen PAS (partij voor actie en solidariteit) en PPDA (platform waardigheid en waarheid). De uitslag weerspiegelde de afschuw van de bevolking over de miljardenfraude en het verloren vertrouwen in de politiek, met name de op het westen gerichte partijen.
In mei 2017 viel de coalitie van de regerende PDM en liberale partij PL uit elkaar. Hierna verstevigde de PDM haar greep op de regering door vrijwel alle ministersposten te bezetten. President Igor Dodon ging verder met toenadering tot Rusland. Wetswijzigingen ten behoeve van eigen politiek gewin vonden plaats. Onder andere door het aannemen van een wet ter vervanging van het kiessysteem van evenredige vertegenwoordiging door een gemixt systeem waarbij bestaande partijen werden bevoordeeld. Politisering van de media nam weer toe. Intimidatie op lokaal niveau van bestuurders die niet behoorden tot de PMD nam ook toe. Een Europese subsidie van 100 miljoen euro werd als gevolg hiervan opgeschort.
Bij de parlementsverkiezingen van 2019 eindigden de Socialistische partij PSRM, de alliantie ACUM (PAS - partij voor actie en solidariteit en PPDA - platform waardigheid en waarheid) en PDM op de eerste drie plaatsen met respectievelijk 18, 14 en 13 zetels. Na 3 maanden werd een regering bestaande uit een meerderheidsalliantie van pro-Europese ACUM en de Russisch georiënteerde PSRM gevormd. Doel van deze vreemde alliantie was om in ieder geval het oligarchisch bewind van Plahotniuc te doorbreken.

#### Constitutionele crisis 2019
Direct na de beëdiging van het nieuwe kabinet ontstond een politieke impasse omdat de afspraken volgens het constitutioneel hof buiten de gestelde termijn van drie maanden zouden zijn gemaakt. De president weigerde echter het nieuwe kabinet te ontbinden. Dat was reden voor het grondwettelijk hof om de president te schorsen. De nieuwe interim president Filip Pavel riep direct nieuwe parlementsverkiezingen uit in september. Zeven dagen lang had Moldavië twee regeringen en twee presidenten. Onder zware diplomatieke druk van zowel Europa, Rusland en de Verenigde Staten stapte de PDM regering op. Plahotniuc zelf vluchtte naar het buitenland. Kort daarna herriep het zelfs door de Europese Commissie van Venetië zwaar bekritiseerde constitutionele hof haar beslissing om de nieuwe regering onwettig te verklaren. Vervolgens stapten eerst de voorzitter en daarna alle leden van het constitutionele hof op.
Na vijf maanden viel deze regering al weer en werd deze vervangen door een regering die grotendeels bestond uit de Socialistische Partij.

#### Angst voor Russische staatsgreep in 2023
Op 16 februari 2023 kondigde de Moldavische regering aan dat ze serieus rekening hield met een door Rusland geïnitieerde staatsgreep. Ze zei over sterke aanwijzingen te beschikken dat er een Russisch plan lag om regeringsgebouwen te bestormen, bestuurders te gijzelen en een pro-Russisch bestuur aan te stellen. President Maia Sandu zei dat het dus niet om een invasie zou gaan zoals in Oekraïne, wel om een indirecte aanval op de Moldavische democratie. 
Het Kremlin liet weten de aantijging over een mogelijke staatsgreep ongegrond te verklaren. Het voerde aan bezorgd te zijn over de positie van etnische Russen in Transnistrië en zei het voor mogelijk te houden dat Roemenië Moldavië wil annexeren, waar geen enkele aanwijzing voor gegeven werd.

#### Top Europese Politieke Gemeenschap
Op 1 juni 2023 was Moldavië gastheer van de Top van de Europese Politieke Gemeenschap (EPG), waar 47 Europese presidenten en premiers elkaar ontmoetten. De oorlog in Oekraïne was het hoofdonderwerp, maar ook andere Europese veiligheidsvraagstukken kwamen aan de orde. De leiders kwamen samen in kasteel Mimi, 50 kilometer buiten de Moldavische hoofdstad Chisinau. De specifieke keuze voor Moldavië was bedoeld als politiek signaal aan Rusland.

### Transnistrië
De in Transnistrië (ook: Transdnjestrië) wonende Russen en Oekraïners leven sinds het uiteenvallen van de Sovjet-Unie in december 1991 in onmin met het centrale gezag. In 1991 werd de Moldavische Republiek Transnistrië uitgeroepen die overigens niet wordt erkend door de internationale gemeenschap. De problemen tussen de Moldaviërs en de Transnistriërs liepen in 1992 uit op een burgeroorlog. De Transnistriërs werden gesteund door het veertiende leger van het voormalige Sovjetleger dat gelegerd is in Transnistrië. Na bemiddeling van het GOS kwam het tot een vredesverdrag waarin werd bepaald dat, mocht Moldavië zich aansluiten bij Roemenië, de Transnistriërs de onafhankelijkheid mogen uitroepen.

## Economie
In 2022 telde de beroepsbevolking 862.000 mensen, in datzelfde jaar was de werkloosheid 3,1%.
In 2019 leefde een kwart van de bevolking onder de armoedegrens van 2095 lei per maand, zo'n 10% van de bevolking leefde in extreme armoede, dat is met een maandinkomen van minder dan 1690 lei.
In 2020 was de buitenlandse handel geconcentreerd op de Europese Unie. Van de totale export ter waarde van 4,3 miljard euro, had 2,5 miljard euro, dat is bijna 60% van het totaal, de EU als bestemming. Naar de CIS ging zo'n 1 miljard euro. De import lag in dat jaar tweemaal zo hoog op 9,2 miljard euro. Hiervan kwam bijna de helft uit de EU-landen en een kwart uit de CIS landen. De afhankelijkheid van de landen is sinds 2000 wel afgenomen, dat jaar ging nog bijna 60% van de uitvoer naar de CIS en kwam een derde van de invoer hiervandaan. 